# Ulteo
Ulteo是基于Ubuntu发展出来的一个Linux发行版，主要的发起人是Mandriva的发起人Gaël Duval。

## 特色
Ulteo有别于其它Linux操作系统的最大特点在于类似于“云计算”的理念（也就是以前的“NC”概念）。除了一般的安装在本地计算机的版本，也可以通过网络登录，在支持JAVA的操作系统上通过浏览器使用。该功能的实现并不是一个模拟效果，而是真实系统的运行，包括各种应用程序的使用（文件编辑等）。
Ulteo也附带有一个文件同步工具，方便使用者通过登录在不同场合同步文件。这个工具支持Linux和Windows。

## 版本
sirius（第一个正式发行版）
polaris